# ذراع بن قساح (يهر)

تعديل مصدري - تعديل

ذراع بن قساح هي إحدى قرى عزلة يهر بمديرية يهر التابعة لمحافظة لحج، بلغ تعداد سكانها 63 نسمة حسب تعداد اليمن لعام 2004.